# Patrice Trovoada
Patrice Emery Trovoada (Libreville, 18 marzo 1962) è un politico saotomense.
Primo ministro del Paese dall’11 novembre 2022, ha ricoperto precedentemente l'incarico di Capo del Governo per tre volte, dal febbraio al giugno 2008, dall'agosto 2010 al dicembre 2012 e dal novembre 2014 al dicembre 2018, nonché quello di Ministro degli esteri dal settembre 2001 al febbraio 2002.
Nato in Gabon, è figlio di Miguel Trovoada, anch'egli Primo ministro dal 1975 al 1979, nonché Presidente della Repubblica dal 1991 al 2001.